# 456627 Cristianmartins
456627 Cristianmartins è un asteroide della fascia principale. Scoperto nel 2007, presenta un'orbita caratterizzata da un semiasse maggiore pari a 2,7795887 UA e da un'eccentricità di 0,1132005, inclinata di 10,20414° rispetto all'eclittica.